# メリッサ・ヒル

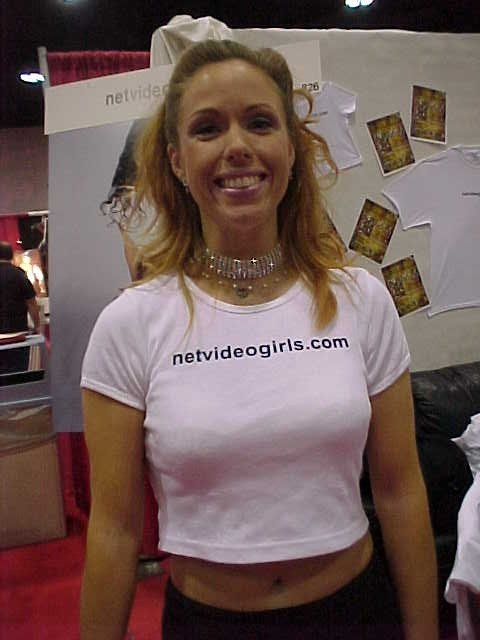
メリッサ・ヒル

メリッサ・ヒル（Melissa Hill, 1970年1月8日 - ）は、アメリカ合衆国のポルノ女優。カリフォルニア州サンフランシスコ出身。

## 出演作品
- 金髪天国2003 禁断のエロス・パロディの世界
- 女王蜂/快楽の生贄たち
- SEXジャック/乱乳
- エロスピード2
- タツミネーター2
- ナチュラル・ボディ・キラーズ
- 美獣狩り
- 官能爆弾～U.S.けもの妻
- シャウト!金髪肉弾戦
- 監禁遊戯
- 素裸（はだか）のままで
- メスクロージャー
- フェティッシュ・エンジェルス
- 桃尻ビーナス
- セックス・マシーン